# Stjepan Ostojić
Stjepan Ostojić (– prije travnja 1422.), bosanski kralj od 1418. do 1421. godine. 

## Životopis
Stjepan Ostojić se rodio u braku bosanskog kralja Stjepana Ostoje i njegove druge supruge Kujave Radenović. Njegov otac imao je i dva nezakonita sina, Radivoja i Stjepana Tomaša. Stjepan Ostojić naslijedio je oca 1418. godine. Prvih godina vladao je bez većih sukoba, osobito nakon što je osigurao savezništvo sa Sandaljom Hranićem Kosačom.
Godine 1419. obnovio je savez s Mlečanima što je značilo i sukob s Balšićima koji su bili Kosačini saveznici. Zbog toga je Kosača obnovio neprijateljstvo s kraljem i obratio se za pomoć Osmanlijama. Istovremeno, u Visokom se pojavljuje Tvrtko II. kojem se 1415. bješe izgubio svaki trag, koji uz podršku Kosača, Osmanlija i ugarsko-hrvatskog kralja dolazi po drugi put na prijestolje u Bosni.

## Vanjske povezice
| Prethodnik:    | Bosanski kralj 1418. - 1421. | Nasljednik: |
| Stjepan Ostoja | Bosanski kralj 1418. - 1421. | Tvrtko II.  |